# シドニウス・アポリナリス
シドニウス・アポリナリス（Sidonius Apollinaris、430年頃の11月5日 - 489年8月）は、西ローマ帝国末期の元老院議員。詩人や外交官、司教でもあり、聖人に列せられている。エリック・ゴールドバーグによれば、シドニウスは5世紀のガリア出身で唯一記録が残っている、最も重要な著作家であるとされている。彼は5-6世紀にかけての、著作が残る4人のガロ・ローマン貴族のうちの一人であり、他の3人は、リモージュ司教ルリキウス（Ruricius、507年没）、ヴィエンヌ司教アウィトゥス（Alcimus Ecdicius Avitus、518年没）、そしてティキヌム司教であったアルルのマグヌス・フェリクス・エンノディウス（Magnus Felix Ennodius、534年没）である。彼ら全員がガロ・ローマン貴族のネットワークのもとに緊密な関係にあり、そのネットワークはガリアのカトリック僧侶の間に張られていた。
シドニウスは多数の書簡、仕えた諸皇帝への賛辞を書いており、彼の著作物は5世紀中ごろの西ローマ政府の政情を知るための重要史料である。彼の祭日は8月21日である。